# Punta de Astorg
La punta de Astorg es un pico de los Pirineos con una altitud 3355 metros, situado en el macizo de la Maladeta en la provincia de Huesca, Aragón (España).

## Descripción
La Punta de Astorg está situado en la cresta del Medio, en el macizo de la Maladeta. Al oeste de la Punta de Astorg se encuentra el pico Maldito (3350 metros), al este se encuentra el pico del Medio (3346 metros) y, en su ladera norte se sitúa el glaciar del Aneto, el cual ocupa una superficie de 90 hectáreas.
La Punta de Astorg se encuentra situado en el parque natural de Posets-Maladeta en el municipio de Benasque.